# لقاس (ردمان)

تعديل مصدري - تعديل

لقاس هي إحدى قرى عزلة ردمان ال عوض بمديرية ردمان التابعة لمحافظة البيضاء، بلغ تعداد سكانها 364 نسمة حسب تعداد اليمن لعام 2004.